# Руслановка
Руслановка (рум. Ruslanovca) — село в Молдові у Сороцькому районі. Входить до складу комуни Васілкеу.
| Молдова | Це незавершена стаття з географії Молдови. Ви можете допомогти проєкту, виправивши або дописавши її. |

1. ↑  Ladaniuc V., Țopa T. G. Localitățile Republicii Moldova: itinerar documentar-publicistic ilustrat. Volumul 11: R-Sa — Chișinău: Draghiștea, 2013. — С. 443. — 548 с. — ISBN 978-9975-4459-5-5